# Colapso maia
A expressão colapso maia (ou colapso maia do clássico) faz referência ao declínio e abandono das cidades maias das terras baixas da região maia no período clássico, entre os séculos VIII e IX. Trata-se de um dos maiores mistérios em arqueologia, devido ao alto desenvolvimento da cultura maia clássica antes do colapso e à rapidez com que o mesmo ocorreu.
Arqueologicamente, este declínio durante os séculos VIII e IX é indicado pela cessação das inscrições monumentais e pela redução da construção arquitectónica em grande escala.
Foram identificadas cerca de oitenta diferentes teorias ou variações de teorias que tentam explicar o colapso maia do clássico. Não existe uma teoria universalmente aceita, apontando-se o possível enfraquecimento devido a lutas internas, guerras e rebeliões, bem como abusos dos recursos naturais que teriam debilitado o ecossistema e provocado longas secas e escassez de alimentos.